# Карлово (Ленинградская область)
Ка́рлово — деревня в Большелуцком сельском поселении Кингисеппского района Ленинградской области.

## История
Впервые упоминается в писцовых книгах Шелонской пятины от 1571 года как деревня Нотея — 4 обжи в Ямском Окологородье.
Затем как пустошь Noteia ödhe — 2 обжи в шведских писцовых книгах 1618—1623 годов.
На карте Ингерманландии А. И. Бергенгейма, составленной по шведским материалам 1676 года, она обозначена как деревня Nodia.
На шведской «Генеральной карте провинции Ингерманландии» 1704 года — как деревня Notia.
Как деревня Нотиа она упоминается на «Географическом чертеже Ижорской земли» Адриана Шонбека 1705 года.

КАРЛОВА — мыза, принадлежит полковнику барону Притвицу, число жителей по ревизии: 20 м. п., 21 ж. п. (1838 год)

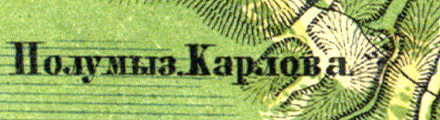
Деревня Карлово на карте 1860 года

Полумыза Карлова упоминается на карте Санкт-Петербургской губернии 1860 года.

КАРЛОВО — полумыза владельческая при колодцах, число дворов — 1, число жителей: 2 м п., 5 ж. п. (1862 год)

Согласно материалам по статистике народного хозяйства Ямбургского уезда 1887 года мыза Новоивановская площадью 8168 десятин принадлежала барону А. К. Штакельбергу. В ней была ветряная мельница, 10 рабочих и 8 выездных лошадей. Огород, постоялый двор, лавку и 5 дачных домиков у реки Нарвы, хозяин сдавал в аренду. Кроме того, мызы Ухора, Ухта и Карловка общей площадью 2615 десятин, принадлежали барону А. И. Притвицу. Все эти мызы были приобретены до 1868 года.
В 1900 году, согласно «Памятной книжке Санкт-Петербургской губернии», мыза Новоивановское (Лилиенбах) площадью 5908 десятин принадлежала барону Александру Карловичу Штакельбергу, Карлово входило в неё.
В конце XIX — начале XX века Карлово административно относилось к Горкской волости 2-го стана Ямбургского уезда Санкт-Петербургской губернии.
По данным «Памятной книжки Санкт-Петербургской губернии» за 1905 год мыза Ново-Ивановская и полумызок Карлово общей площадью 5908 десятин принадлежали барону Карлу Александровичу Штакельбергу.
С 1920 по 1940 год, по условиям Тартуского мирного договора, мыза входила в состав волости Нарва буржуазной Эстонии.

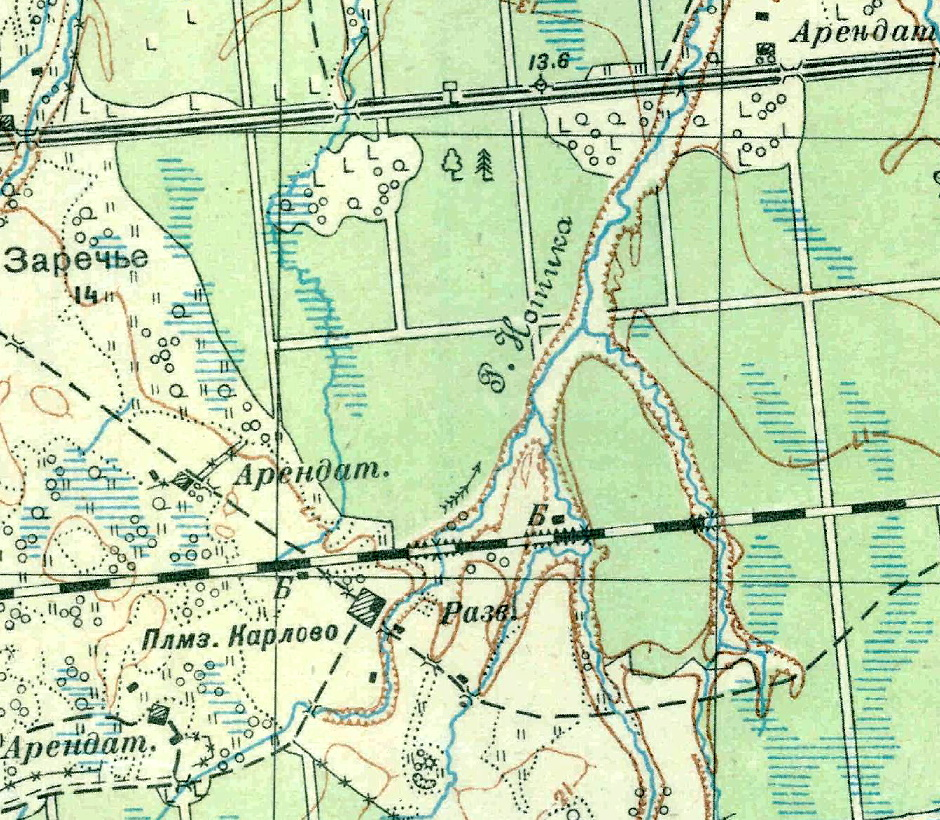
Мыза Карлово на карте 1930 года

По данным 1966, 1973 и 1990 годов деревня Карлово находилась в составе Кошкинского сельсовета.
В 1997 году в деревне Карлово Большелуцкой волости проживали 6 человек, в 2002 году — 11 человек (русские — 91 %), в 2007 году — 12.

## География
Деревня расположена в юго-западной части района близ автодороги А180 (E 20) (Санкт-Петербург — Ивангород — граница с Эстонией) «Нарва», между деревнями Заречье и Новопятницкое.
Через деревню протекает река Нотика, левый приток Луги.
Расстояние до административного центра поселения — 19 км.
Расстояние до ближайшей железнодорожной станции Ивангород-Нарвский — 8 км.

## Демография
| 1862 | 2007 | 2010 | 2017 |
| ---- | ---- | ---- | ---- |
| 7    | ↗12  | ↘5   | ↘4   |

### Национальный состав
Согласно данным Всероссийской переписи населения 2021 года в деревне проживали 4 человека, все русские.

## Инфраструктура
В деревне осталось 3 дома. Какая-либо социальная сфера отсутствует.
В Карлове расположена братская могила и мемориал, посвящённый советским воинам, погибшим в Великой Отечественной войне.